# 李保东
李保東（1955年4月—），中華人民共和國职业外交官，曾任中華人民共和國常駐聯合國代表、駐贊比亞共和国特命全权大使、中华人民共和国外交部副部长、第3任博鰲亞洲論壇秘書長。

## 簡歷
1955年4月生於北京，畢業於北京外國語大學和約翰霍普金斯大學，大學畢業後進入外交部工作並出任過多項職務。
2005年接替胡守勤出任驻赞比亚共和国特命全权大使
2010年接替張業遂出任中華人民共和國常駐聯合國代表 。
2011年3月李保東出任聯合國安全理事會轮值主席。在擔任安理會主席期間，主持了關於利比亞局勢的一系列會議，其中最重要的是第6498次會議（通過第1973號決議）。
2013年8月至2018年5月任主管国际组织和会议、国际经济、军控事务的外交部副部長。
2018年4月9日，接替周文重當選第3任博鰲亞洲論壇秘書長。其主管国际组织和会议、国际经济、军控事务的外交部職務由升任部長助理的張軍負責。
2024年4月30日，卸任博鰲亞洲論壇秘書長職務。

## 家庭
已婚並有一子。